# パトリック・アンデション
パトリック "ビャアレッド"・ヨナス・アンデション（Patrik "Bjärred" Jonas Andersson, 1971年8月18日 - ）は、スウェーデン・ボリエビー出身の元同国代表サッカー選手。現役時代のポジションはDFで、スウェーデン・サッカー界の年間最優秀選手に贈られるグールドボランに1995年, 2001年と2度輝いている。また、1990年代のアルスヴェンスカンにはアンデションと同姓同名の選手がいたため、区別するためにそれぞれの故郷の名を冠し、アンデションはパトリック・"ビャアレッド" (Patrik "Bjärred") 、もう1人はパトリック "トレッレボリ"・アンデション (Patrick "Trelleborg" Andersson) と呼ばれた。
父親のロイと2人の弟フレドリック (Fredrik) とダニエルも元サッカー選手 で、父と末弟のダニエルはスウェーデン代表としてワールドカップの出場経験がある。

## クラブ経歴

### 初期
自身の愛称となるビャアレッドのビャアレッズIF (Bjärreds IF) でキャリアを始め、1998年夏の17歳の時にマルメFFの下部組織に引き抜かれた。それから1年後にトップリーグに属するトップチームに昇格し、ロイ・ホジソン監督の下でプロデビューを果たした。また、1年目はユースチームと並行して出場し、同年秋にユースとトップチームはリーグ戦のプレーオフ決勝の舞台に到達するも、それぞれIFブロンマポイカルナとIFKノルシェーピンに敗れ優勝を2度逃している。1990年シーズンにボブ・ホートン監督が新たに就任すると、CB及び守備的MFとして定期的に起用された。
イングランド
1999年12月にイングランド1部のブラックバーン・ローヴァーズFCに移籍金80万ポンドで加入 し、ケニー・ダルグリッシュ監督の下で主に中盤で起用されたがあまり出番はなく、僅か1シーズン足らずで退団。出場数12試合と失敗に終わったが、アンデションはブラックバーンと契約した初めての外国人の1人であり、そしてイギリスの地で新設されたリーグの最初のシーズンを戦った少数の外国人選手の1人として知られている。

### ドイツ
ボルシアMG
1993年秋にドイツ1部のボルシア・メンヒェングラートバッハへ移籍し、同年11月19日のヴェルダー・ブレーメン戦（3-2勝利）で移籍後初出場して以降ベルント・クラウス監督の下で定期的に起用された。1994-95シーズンにはシーズンを5位で終える躍進するチームの中でリーグ戦全34試合に出場し、2部のVfLヴォルフスブルクとのDFBポカール決勝戦（3-0勝利）で同胞のマルティン・ダーリン, シュテファン・エッフェンベルク, ハイコ・ヘルリッヒの得点で自身初タイトルを獲得。さらに、スウェーデン・サッカー界の年間最優秀選手に贈られるグールドボランを受賞した。
1995-96シーズンは、UEFAカップウィナーズカップ 1995-96でフェイエノールトに2試合合計2-3で敗れたものの準々決勝に進出し、リーグ戦では33試合4得点と変わらず中心選手として4位に貢献、再び欧州カップ戦出場権を獲得した。しかし、翌シーズンは、UEFAカップ1996-97の1回戦でアーセナルFC相手にホーム＆アウェイ共に勝利するも2回戦のASモナコに敗れ早期敗退し、リーグ戦では11位に終わった。1998-99シーズンからは、バイエルン・ミュンヘンへ移籍したエッフェンベルグの後を引き継ぎ主将に就任するも、チームは最下位で2部に降格した。しかし、それまでの貢献から2000年8月にクラブ創設100周年目を記念した"チーム・オブ・ザ・センチュリー (Borussen Elf des Jahrhunderts) "にファンから選出された。
バイエルン・ミュンヘン
1999-2000シーズンに同リーグの強豪バイエルン・ミュンヘンへ移籍金300万ユーロで引き抜かれ、1年目からリーグ戦優勝を経験し、さらにDFBポカールのブレーメンとの決勝戦 (3-0 でエウベル, パウロ・セルジオ, メーメット・ショルの得点により優勝と2冠を達成した。一方UEFAチャンピオンズリーグ 1999-2000ではレアル・マドリードに敗れ準決勝で敗退した。
翌シーズンは、軽傷ながらも怪我が相次いだことにより出場機会は限られたものだったが、最終節のハンブルガーSV戦（1-1）でロスタイムに間接フリーキックで移籍後初にして唯一となる得点を挙げ引き分けに持ち込んだ。この得点がシャルケ04と勝ち点1差をつけ優勝をもたらす非常に重要なものとなった。それから4日後のUEFAチャンピオンズリーグ 2000-01決勝のバレンシアCFとのPK戦で相手GKのサンティアゴ・カニサレス防がれたものの、オリヴァー・カーンが相手のPKを3度防ぐ活躍を見せ、優勝カップを掲げた。

### キャリア晩年
バルセロナ
2001年7月にスペイン1部のFCバルセロナへ移籍金150万ユーロの4年契約で加入 し、同年末に2度目となるグールドボランを受賞する も、バルセロナでの3シーズンは怪我との戦いにより満足に過ごすことは出来なかった。
2004年シーズンに弟のダニエルと共に古巣のマルメFFに12年ぶりに復帰し、同年に主将としてアンドレアス・イングヴェソン, アフォンソ・アウヴェス, マティアス・アスペル, ダニエル・マイストロヴィッチらと共に18年ぶりとなるリーグ優勝に貢献した。2005年8月10日にUEFAチャンピオンズリーグ 2005-06予選3回戦スイスのFCトゥーン戦で前十字靭帯と半月板に深刻な怪我を負い、同月14日に現役引退を表明した。
引退後はマンチェスター・ユナイテッドFCのスカウトに就任し、スカンディナヴィア地域を担当している。

## 代表経歴
トミー・スヴェンソン監督の下でホーカン・ミルド, ステファン・レーン, マグヌス・エリングマルクらと共に招集され、1992年1月29日のオーストラリア戦（0-1敗北）でスウェーデン代表としてデビュー。同年のUEFA EURO '92のメンバーに選出されると、ヤン・エリクソンとコンビを組みグループリーグ全3試合に先発出場し1位突破に貢献したが、続く準決勝のドイツ戦では累積警告による出場停止のため出場出来ず、チームは2-3で敗退した。また、同年にバルセロナオリンピックにも出場した。
1994 FIFAワールドカップでは全試合に出場し守備の要として活躍をみせ、代表史上最高の3位入賞を果たす原動力となった。その結果チームは、スヴェンスカ・ダーグブラーデット紙が選定するスヴェンスカ・ダーグブラーデット・ゴールドメダルを受賞した。
1997年からは、怪我による影響から代表引退を表明したヨナス・テルンの後を引き継ぎ主将に就任しUEFA EURO 2000に臨むも、初戦のベルギー戦（1-2敗北）でバルト・ホールへの厳しいファールにより退場。一縷の望みにかけて最終戦のトルコ戦 (0-0) に出場したが引き分けに終わり、最下位で敗退する苦い思い出となった。
2002 FIFAワールドカップではメンバーに選出されたものの、怪我の影響からアンドレアス・ヤコブソンにポジションを明け渡し出番は訪れず、チームがベスト16敗退したことに伴い代表引退を表明。同大会前に行われた5月の日本戦 (1-1) が最後の試合となった。

## 代表歴

### 出場大会
- スウェーデン代表
  - 1994 FIFAワールドカップ
  - 2002 FIFAワールドカップ

### 試合数
- 国際Aマッチ 96試合 3得点（1992年-2002年）[15]

| スウェーデン代表 | 国際Aマッチ | 国際Aマッチ |
| 年               | 出場        | 得点        |
| ---------------- | ----------- | ----------- |
| 1992             | 11          | 0           |
| 1993             | 7           | 0           |
| 1994             | 15          | 1           |
| 1995             | 7           | 0           |
| 1996             | 8           | 1           |
| 1997             | 9           | 0           |
| 1998             | 7           | 0           |
| 1999             | 9           | 0           |
| 2000             | 10          | 0           |
| 2001             | 10          | 1           |
| 2002             | 3           | 0           |
| 通算             | 96          | 3           |

## タイトル
クラブ
マルメFF
- アルスヴェンスカン : 2004

ボルシア・メンヒェングラートバッハ
- DFBポカール : 1994-95

バイエルン・ミュンヘン
- ブンデスリーガ : 1999-2000, 2000-01
- DFBポカール : 1999-2000
- DFLリーガポカール : 1999, 2000
- UEFAチャンピオンズリーグ : 2000-01
- インターコンチネンタルカップ : 2001

個人
- グルドボレン : 1995, 2001
- UEFAチーム・オブ・ザ・イヤー : 2001
- スウェーデン年間最優秀DF賞 : 2001[16]